# Вязовка (Полтавская область)
Вязовка (укр. В'язівка) — село,
Михайликовский сельский совет,
Козельщинский район,
Полтавская область,
Украина.
Код КОАТУУ — 5322082003. Население по переписи 2001 года составляло 39 человек.

## Географическое положение
Село Вязовка находится  на расстоянии в 2 км от сёл Вольное и Дьяченки.

## История
Село указано на трехверстовке Полтавской области. Военно-топографическая карта.1869 года как хутор Головков